# Мороховський Вадим Вікторович
Вадим Вікторович Мороховський (нар. 22 червня 1971, Одеса, Україна) – український банкір, політик, є сином Віктора Мороховського, відомого учасника команди «знавців» в грі «Що? Де? Коли?».

## Життєпис
Мороховський здобув освіту в 119-й школі Одеси, а далі продовжив навчання в школі робітничої молоді, паралельно працюючи в місцевому шахово-шашковому клубі. У 1993 році Мороховський здобув ступінь за спеціальністю «Бухгалтерський облік, контроль і аналіз господарської діяльності» в Одеському державному інституті народного господарства.
Професійну кар'єру Мороховський розпочав у 1991 році, працюючи економістом у Норд Банку, де він згодом став начальником внутрішнього аудиту та відділу роботи з акціонерами. У 1995 році він перейшов до банку «Південний», спочатку на посаді першого заступника голови правління, а з грудня 1999 року став головою правління, виконуючи цю роль до 2011 року, після чого заснував венчурний фонд «Вермонт».
Після реорганізації ХК Банку в Банк Восток у 2012 році, Мороховський прийняв посаду голови правління нової установи, одночасно ставши через «Вермонт» співвласником 50% акцій банку. Він зробив значний внесок у розвиток банківської сфери в Україні.
Крім своєї професійної діяльності, Мороховський активно займається благодійністю та заснував декілька громадських організацій таких як: «Інститут розвитку Одеси», «Інтелектуальний клуб «Ерудит» ім. В.Я. Мороховського» і музей сучасного мистецтва в Одесі, тим самим сприяючи культурному і соціальному розвитку міста.

## Кар'єра в банківській сфері
Банківська кар'єра Вадима Мороховського розпочалася у 1991 році з посади економіста в Норд Банку. Згодом Мороховський швидко просунувся по кар'єрних сходах, ставши начальником внутрішнього аудиту та роботи з акціонерами.
У 1995 році Мороховський приєднався до банку «Південний» на позиції першого заступника голови правління. В грудні 1999 року, він був призначений головою правління.
Важливим етапом у його кар'єрі стало створення венчурного фонду «Вермонт» у січні 2011 року, що свідчило про його інтерес до інвестиційної діяльності та розвитку інноваційних проєктів. Фонд займався інвестиціями у перспективні стартапи та проєкти, розширюючи сферу впливу Мороховського за межі традиційної банківської діяльності.
У червні 2012 року Мороховський став головою правління Банку Восток після того, як група Fozzy придбала ХК Банк і перейменувала його. В цей самий час його дружина Лія Мороховська була призначена на посаду заступника голови правління по роздрібному бізнесу, що мало значний вплив на стратегію та операції банку.
Досягнення Мороховського в банківській сфері та його внесок у розвиток фінансових інновацій в Україні неодноразово визнавалися на національному рівні. Він отримав звання «Заслуженого економіста України», а також був нагороджений за свій внесок у розвиток фінансової індустрії країни.

## Суспільно-політична діяльність

### Діяльність як депутата Одеської міської ради
У 2020 році Вадим Мороховський, відомий своєю активною громадською позицією та внеском у культурне життя Одеси, вступив у новий етап своєї кар'єри, ставши депутатом Одеської міської ради від партії «Слуга Народу». На цій посаді він продовжив свою роботу, зосереджуючись на розв'язуванні ключових питань місцевого бюджетування, ефективності використання муніципальних ресурсів, та розвитку економічного потенціалу міста. Його діяльність як депутата підкреслює глибоку прихильність не лише до фінансового процвітання Одеси, але й до підтримки культурного та соціального розвитку місцевої спільноти.
Внесок у розвиток громадського сектору Одеси
Паралельно з політичною кар'єрою, Вадим Мороховський активно вкладається в розвиток громадського сектору Одеси. Він є засновником та меценатом кількох благодійних фондів і громадських організацій, зокрема, «Милосердя Віктор» і «На благо Одеси», які реалізують широкий спектр соціальних ініціатив в області охорони здоров'я, освіти, культури, а також підтримки малозабезпечених верств населення.
Мороховський також стоїть за створенням «Інституту розвитку Одеси» та «Інтелектуального клубу „Ерудит“ ім. В.Я. Мороховського», спрямованих на підтримку освітніх і культурних проєктів, залучення молоді до наукової та інтелектуальної діяльності.

## Критика
Вадим Мороховський, визначна особистість у банківській сфері та громадському житті Одеси, неодноразово ставав об'єктом уваги ЗМІ та суспільства через скандали, що стосувалися його зв'язків з політичними та олігархічними колами. Попри звинувачення, зокрема у рейдерстві, всі справи, що мали відношення до Мороховського, були розглянуті судом, який не знайшов підстав для обвинувачення, підкреслюючи дотримання Мороховським принципів законності та прозорості у своїй діяльності.